# Les Cresnays
Les Cresnays sont une commune française, située dans le département de la Manche en région Normandie, peuplée de 230 habitants.

## Géographie
|  |

La commune est structurée en plusieurs hameaux : les Cresnays (bourg), la Montellerie, la Bitardière, les Moulins, la Lorerie, la Haute Garlière, les Bourdonnais, la Saillanderie, la Piquoiserie, la Courtoiselière, la Basselinière, la Bouverie, l'Aumouillère, la Tuaudière, la Traversière, la Maitellerie, la Gougeonnière, la Torlière, la Droutière, la Guesnonnière, la Chardière, Bellefontaine, la Héraudière, la Tourie, la Maison Neuve, la Rainière, la Chèvrerie, la Fouacerie, la Fainière, la Cochardière, les Verdières, la Gauterie, la Poupardière, le Manoir, l'Éclairée, la Datinière, la Rue Marot, le Clos Née, la Chevrolière, les Questures.
La commune est bordée à l'ouest par le ruisseau de la Tullerie et au nord par la Sée.

### Hydrographie
La commune est située dans le bassin Seine-Normandie. Elle est drainée par la Sée, la Loteraie, le ruisseau de la Gesberdiere, le ruisseau de la Tullerie, le fossé 01 de la Fouacêtre, le fossé 01 des Cresnays, la Sée et divers autres petits cours d'eau,.
La Sée, d'une longueur de 79 km, prend sa source dans la commune de Sourdeval et se jette  dans le golfe de Saint-Malo en limite du Val-Saint-Père et de Vains, après avoir traversé 20 communes. 

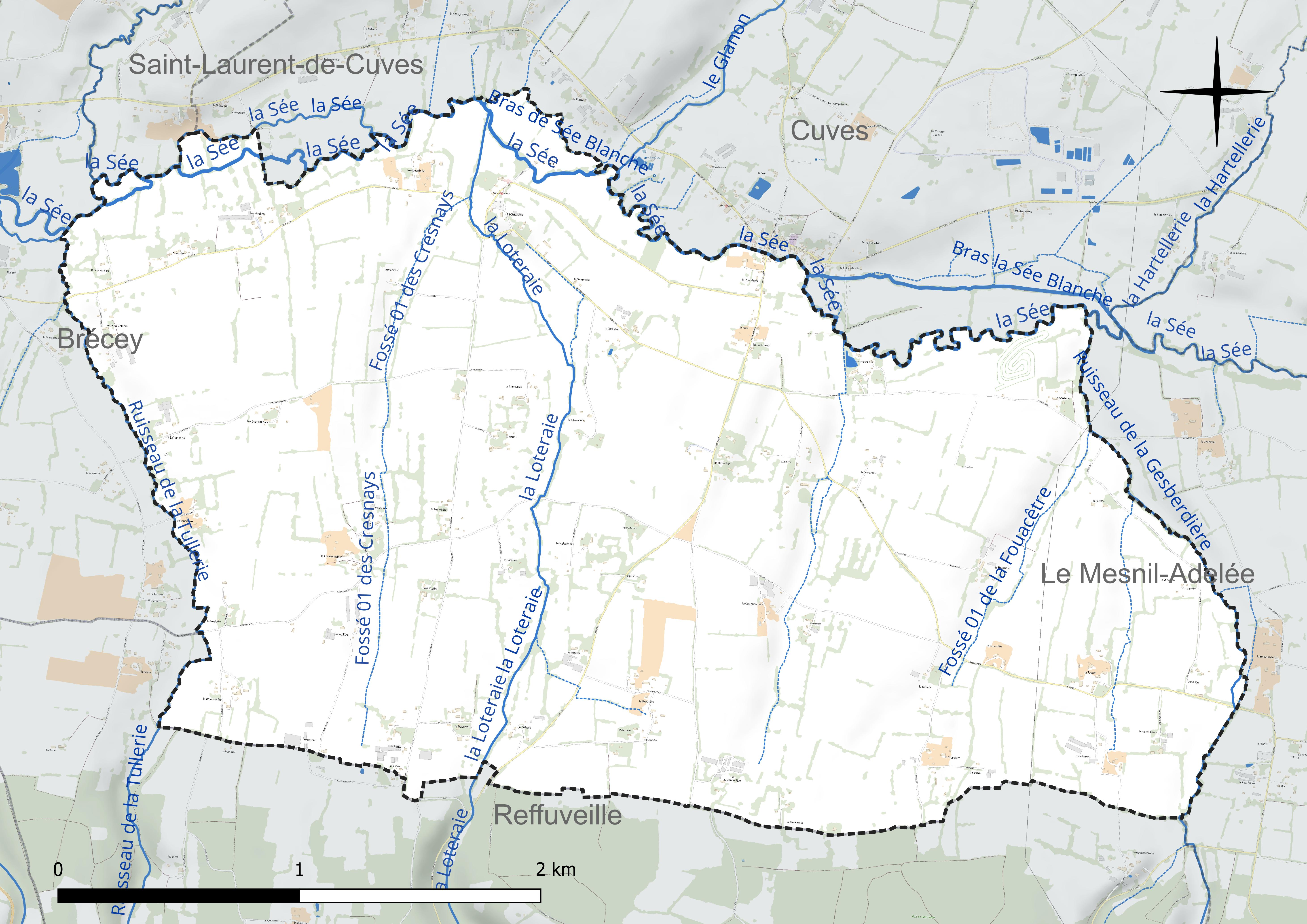
Réseau hydrographique des Cresnays.

### Climat
Pour des articles plus généraux, voir Climat de la Normandie et Climat de la Manche.
En 2010, le climat de la commune est de type climat océanique franc, selon une étude du CNRS s'appuyant sur une série de données couvrant la période 1971-2000. En 2020, Météo-France publie une typologie des climats de la France métropolitaine dans laquelle la commune est exposée à un climat océanique et est dans la région climatique « Normandie (Cotentin, Orne) » et « Bretagne orientale et méridionale, Pays nantais, Vendée »0. Parallèlement le GIEC normand, un groupe régional d’experts sur le climat, différencie quant à lui, dans une étude de 2020, trois grands types de climats pour la région Normandie, nuancés à une échelle plus fine par les facteurs géographiques locaux. La commune est, selon ce zonage, exposée à un « climat contrasté des collines », correspondant au Bocage normand, bien arrosé, voire très arrosé sur les reliefs les plus exposés au flux d’ouest, et frais en raison de l’altitude.
Pour la période 1971-2000, la température annuelle moyenne est de 11 °C, avec une amplitude thermique annuelle de 12 °C. Le cumul annuel moyen de précipitations est de 947 mm, avec 14,3 jours de précipitations en janvier et 8,6 jours en juillet. Pour la période 1991-2020, la température moyenne annuelle observée sur la station météorologique la plus proche, située sur la commune de Saint-Hilaire-du-Harcouët à 16 km à vol d'oiseau, est de 11,5 °C et le cumul annuel moyen de précipitations est de 929,5 mm,. Pour l'avenir, les paramètres climatiques de la commune estimés pour 2050 selon différents scénarios d’émission de gaz à effet de serre sont consultables sur un site dédié publié par Météo-France en novembre 2022.

## Urbanisme

### Typologie
Au 1er janvier 2024, Les Cresnays sont catégorisés commune rurale à habitat très dispersé, selon la nouvelle grille communale de densité à sept niveaux définie par l'Insee en 2022.
Elle est située hors unité urbaine et hors attraction des villes,.

### Occupation des sols
L'occupation des sols de la commune, telle qu'elle ressort de la base de données européenne d’occupation biophysique des sols Corine Land Cover (CLC), est marquée par l'importance des territoires agricoles (100 % en 2018), une proportion identique à celle de 1990 (100 %). La répartition détaillée en 2018 est la suivante : terres arables (48,6 %), prairies (44,1 %), zones agricoles hétérogènes (7,3 %). L'évolution de l’occupation des sols de la commune et de ses infrastructures peut être observée sur les différentes représentations cartographiques du territoire : la carte de Cassini (XVIIIe siècle), la carte d'état-major (1820-1866) et les cartes ou photos aériennes de l'IGN pour la période actuelle (1950 à aujourd'hui).

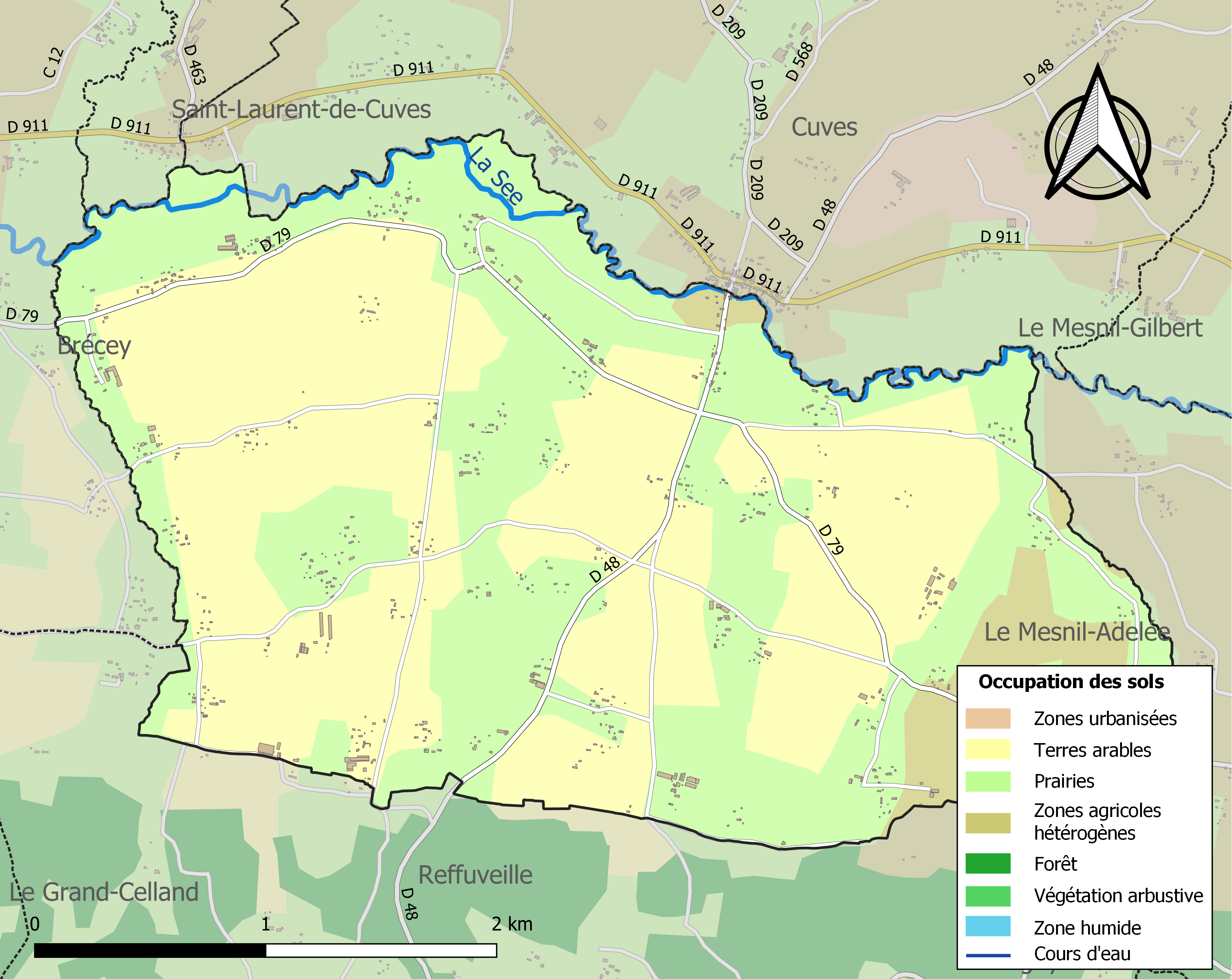
Carte des infrastructures et de l'occupation des sols de la commune en 2018 (CLC).

## Toponymie
Le nom de la localité est attesté sous la forme Les Cresnays en 1825.
Toponyme créé par fusion en 1825, lors de la réunion de Notre-Dame-de-Cresnay et Saint-Pierre-de-Cresnay. Il est à noter que cette réunion a restitué l'unité initiale du territoire divisé au Moyen Âge en deux paroisses, Notre-Dame et Saint-Pierre.
Cresnay pourrait reposer sur le bas-latin quercinus « chêne », suivi du suffixe -etu. D'où : « les lieux plantés de chênes ».
Le gentilé est Cresnayais.

## Histoire
Commune née de la réunion de Saint-Pierre-de-Cresnay et de Notre-Dame-de-Cresnay en 1825.
L'église Notre-Dame était située à quelques mètres de l'église Saint-Pierre. La première église a été démolie et les pierres ont été remployées pour agrandir la deuxième. L'actuel cimetière était celui de la paroisse Notre-Dame.
En 1840, Jacques Poullain, le maître maçon habitant la commune, a construit le bâtiment situé en face de l'église. Ce bâtiment a servi d'école jusqu'en 1936, et accueillait alors deux classes mixtes.
En 1936, l'école a été transformée en mairie, à la suite de l'édification d'un nouveau groupe scolaire. Celui-ci accueillait trois classes : une pour les petits enfants, une pour les filles et une pour les garçons.
Fermée depuis les années 1980, ce bâtiment tient lieu actuellement de salle communale. Le seul moulin dans son état d'origine est le moulin de la Cour daté du XVIIIe siècle et appartenant aujourd'hui à la famille Gillot. Ce moulin, autrefois équipé de trois roues, fut exploité jusqu'en 1950 par Charles Gillot. Seule subsiste la bâtisse, sans les roues, son étang et le bief sont encore entretenus régulièrement.
En fait, le moulin de la Cour est appelé ainsi improprement et est beaucoup plus ancien. En effet, il s'agissait du moulin banal rattaché à la paroisse Notre-Dame-de-Cresnay. Il existait aussi le moulin de Bellefontaine qui lui, était rattaché à la paroisse Saint-Pierre-de-Cresnay. Les deux églises étaient distantes de quelques dizaines de mètres seulement et dépendaient de la baronnie, érigé en marquisat au XVIe siècle, de la famille Du Parc, puis Poilvilain à partir de 1666. En 1825, l’église Notre Dame nécessite de lourds travaux de remise en état, la décision est alors prise de réunir les deux paroisses, les pierres de l'une permettant d'agrandir la seconde, le village prend alors le nom « Les Cresnays ».

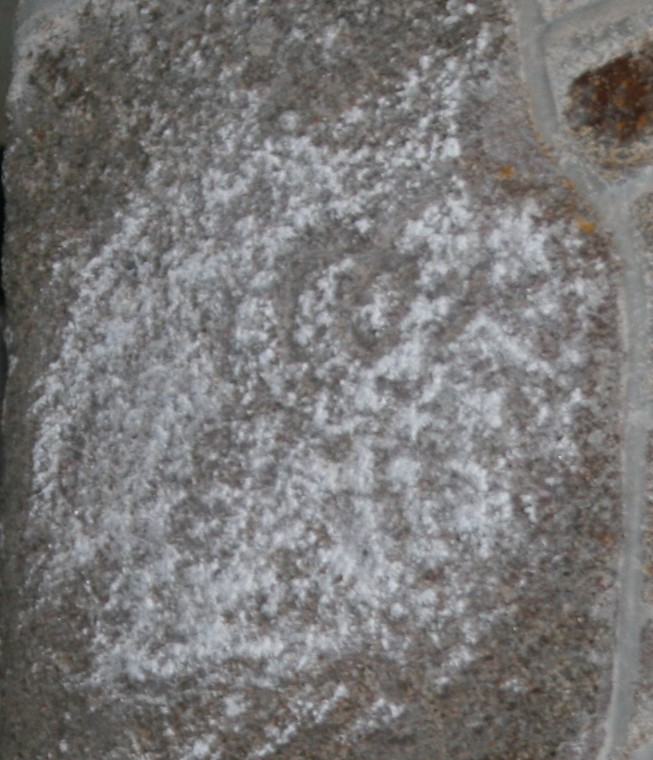
Ce graffiti apparait après avoir blanchi le granit à la craie.

On trouve un écrit de l'existence du moulin de Cresnay dans un livre de raison de Gilles de Gouberville au XVIe siècle. Le lendemain du baptême du fils de Nicolas Du Parc, baron des Cresnays, et de Jacqueline de Crux son épouse, il visite le moulin le 25 janvier 1554 et écrit ces quelques lignes :

« le vendredi XXVe, je ne bougé de Cresney; ma niepce fut fort malade. Apprès diner, je m'en allé au moulin de Cresnay, où me mena Thomas, serviteur et mounier du sr de Crux. Le sr de cresney et Cantepye s'y trouvèrent, qui y estoyent allés devant. »

Une date gravée sur une pierre de granit quelques années après cet évènement se trouve à droite de la porte.

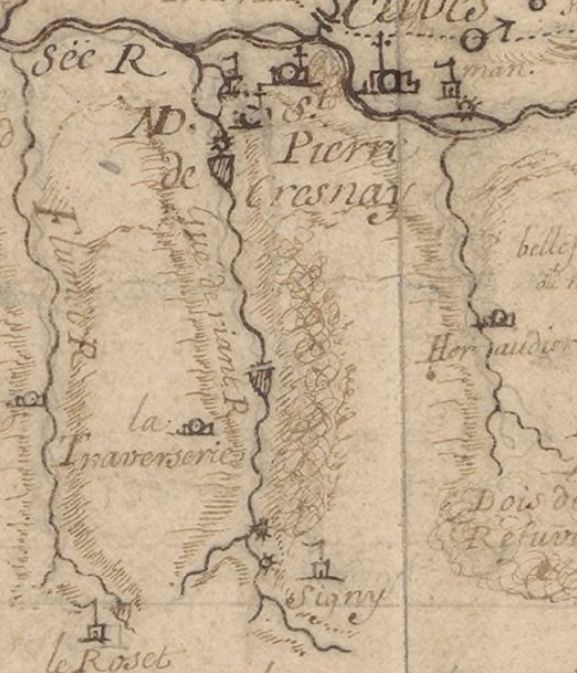
Carte dressée en 1720 par Mariette de la Pagerie.

Bien que non mentionné sur la carte de Cassini, comme les autres moulins du secteur, le moulin de Cresnay apparait cependant sur la carte de Mariette de La Pagerie dressée en 1720. Le détail y fait apparaitre le nom du ruisseau à cette époque, le gué de Riant, qui en plus de faire tourner le moulin, alimente les douves du château situé en aval, près des deux églises. Encore actuellement, sur le cours du ruisseau appelé maintenant la Loteraie, un lieu-dit s'appelle le gué Driant.
On remarque également la présence d'un étang juste en amont du moulin. Cette technique était employée pour les roues « à augets », qui étaient alimentées en eau par le dessus, par opposition à la roue à aubes. En plus, un étang permet aussi de compenser les variations de débit du ruisseau et assurer un rendement du moulin plus régulier.

## Politique et administration

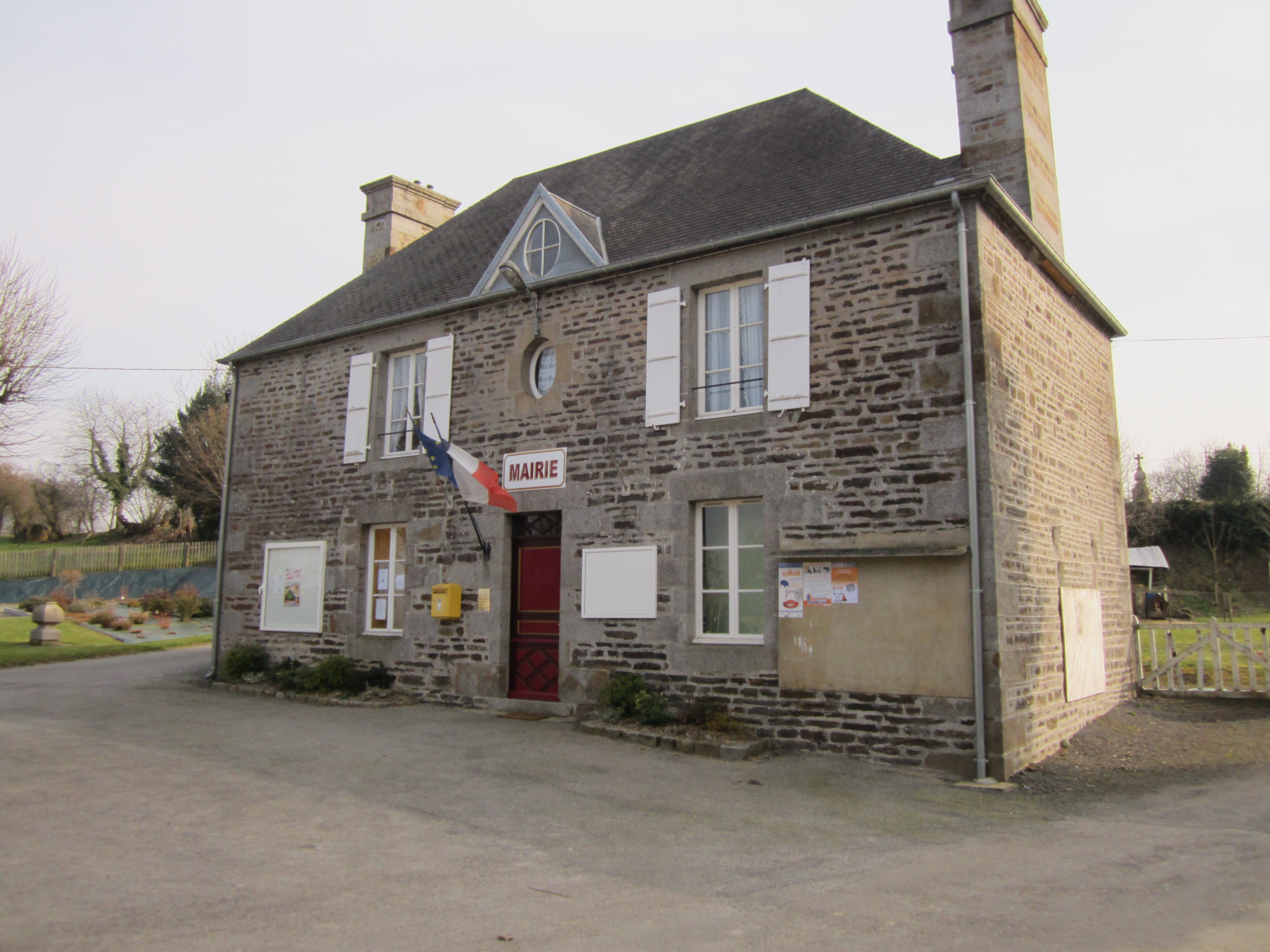
La mairie.

| Période                                  | Période  | Identité              | Étiquette | Qualité            |
| ---------------------------------------- | -------- | --------------------- | --------- | ------------------ |
| v. 1860                                  | ?        | Jules-Charles Laurant |           |                    |
| 1929                                     | 1956     | Édouard Roussel       |           |                    |
| 1956                                     | 1963     | Georges Paillette     |           |                    |
| 1963                                     | 1983     | Gaston Cudelou        |           | Agriculteur        |
| 1983                                     | 2008     | Bernard Aguiton       | SE        | Agriculteur        |
| 2008                                     | En cours | Francis Leprieur      | SE        | Cadre d'entreprise |
| Les données manquantes sont à compléter. |          |                       |           |                    |

## Démographie
L'évolution du nombre d'habitants est connue à travers les recensements de la population effectués dans la commune depuis 1793. Pour les communes de moins de 10 000 habitants, une enquête de recensement portant sur toute la population est réalisée tous les cinq ans, les populations de référence des années intermédiaires étant quant à elles estimées par interpolation ou extrapolation. Pour la commune, le premier recensement exhaustif entrant dans le cadre du nouveau dispositif a été réalisé en 2004.
En 2022, la commune comptait 230 habitants, en évolution de −0,86 % par rapport à 2016 (Manche : −0,31 %, France hors Mayotte : +2,11 %).
L'écart dans le tableau entre 1821 et 1831 vient de la réunion des deux Communes de Saint-Pierre-de-Cresnay et de Notre-Dame-de-Cresnay en 1825.
| 1793 | 1800 | 1806 | 1821 | 1831 | 1836 | 1841 | 1846 | 1851 |
| ---- | ---- | ---- | ---- | ---- | ---- | ---- | ---- | ---- |
| 420  | 444  | 451  | 418  | 880  | 914  | 886  | 919  | 859  |

| 1856 | 1861 | 1866 | 1872 | 1876 | 1881 | 1886 | 1891 | 1896 |
| ---- | ---- | ---- | ---- | ---- | ---- | ---- | ---- | ---- |
| 829  | 857  | 818  | 739  | 720  | 701  | 674  | 692  | 707  |

| 1901 | 1906 | 1911 | 1921 | 1926 | 1931 | 1936 | 1946 | 1954 |
| ---- | ---- | ---- | ---- | ---- | ---- | ---- | ---- | ---- |
| 697  | 684  | 660  | 538  | 548  | 603  | 585  | 574  | 552  |

| 1962 | 1968 | 1975 | 1982 | 1990 | 1999 | 2004 | 2006 | 2009 |
| ---- | ---- | ---- | ---- | ---- | ---- | ---- | ---- | ---- |
| 472  | 425  | 374  | 308  | 287  | 271  | 256  | 251  | 254  |

| 2014 | 2019 | 2022 | - | - | - | - | - | - |
| ---- | ---- | ---- | - | - | - | - | - | - |
| 240  | 225  | 230  | - | - | - | - | - | - |

| 1793 | 1800 | 1806 | 1821 |
| ---- | ---- | ---- | ---- |
| 420  | 356  | 394  | 378  |

## Lieux et monuments
- Église Saint-Pierre (XVIIe, XVIIIe – XIXe siècles), tour XIXe. L'édifice a été reconstruite en contrebas ce qui explique son éloignement par rapport au cimetière et à l'ancien presbytère[32]. Elle abrite des fonts baptismaux (1786), un chœur (XVIIe), un lutrin (XIXe), les statues saint Antoine le Grand et sainte Venisse ou Véronique (XVIe) classées aux titre objet aux monuments historiques en 1993[33], une verrière du XXe[34].
- Oratoire de la Vierge.
- Croix de cimetière XVIIIe siècle.
- Ruines du château près de l'église, dont il subsiste les anciennes latrines. Ses pierres ont été réemployées pour la construction de la mairie, d'un pavillon puis de l'église en 1960[34].
- Croix de chemin (1694), près de l'église.
- Moulin céréalier de la Cour (XVIIIe siècle). Le moulin, privé, avec étang et bief reçut en 1555 la visite de Gilles de Gouberville[34].

## Personnalités liées à la commune
- Famille du Parc, seigneurs des Cresnays dont Nicolas du Parc mort aux Cresnays en 1569 des suites de ses blessures reçut lors des guerres contre Charles Quint. Il avait épousé la nièce de Gilles de Gouberville, Jacqueline de Crux[34].
- Bertrand de Foissi, sieur du Cresnays, tué à la bataille d'Ivry le 14 mars 1590.
- Arsène Garnier (Saint-Pierre-de-Cresnay 1822 - Cuves 1900), photographe et ami de Victor Hugo.
- Pierre Aguiton (Sourdeval 1926 - Les Cresnays 2004), président du conseil général de la Manche de 1988 à 1998, y a habité, des années 1980 jusqu'à sa mort en 2004.